# Phantasm IV: Oblivion

Phantasm IV: Oblivion é um filme de terror produzido nos Estados Unidos, dirigido por Don Coscarelli e lançado em 1998.